# David Vargas
David Braulio Vargas Flores (La Paz, Bolivia; 26 de marzo de 1962) fue un policía, psicólogo y político boliviano.

## Biografía

### Primeros años
David Vargas nació el 26 de marzo de 1962 en la ciudad de La Paz. Comenzó sus estudios escolares en 1968, saliendo bachiller el año 1979. Continuo con sus estudios profesionales, ingresando en 1980 a la Academia Nacional de Policías (ANAPOL). Durante su estadía en dicha academia, Vargas se destacó por ser uno de los mejores cadetes policiales en estudios. Egresó con el grado de subteniente el año 1984. 

### Carrera policial (1984-2003)
El año 1989, David Vargas ascendió al grado de teniente, en 1994 ascendió al grado de capitán y en 1999 asciende al grado de mayor.
Durante su carrera policial, David Vargas fue acusado de haber liderado tres motines contra sus superiores. El primer motín fue en 1994 durante el primer gobierno del presidente Gonzalo Sánchez de Lozada, en donde según él, había mucho abuso de autoridad por parte del ministro de gobierno de ese entonces Carlos Sánchez Berzain. 
El segundo motín fue en el año 2000, durante el segundo gobierno del presidente Hugo Banzer Suárez, en donde exigió un aumento de sueldo del 50 % a todos los policías. 
Y el tercer motín policial que Vargas lideró, fue en febrero del año 2003, durante el segundo gobierno de Gonzalo Sánchez de Lozada. El motivo de dicha revuelta sería por el alto impuesto al salario, que el gobierno de aquella época impuso a todos los empleados públicos.
Este conflicto social ingresó a la Historia de Bolivia conocido como el "Impuestazo al Salario", donde derivó en el enfrentamiento abierto con fuego cruzado de proyectiles entre militares bolivianos y policías bolivianos. Este último motín, sería la causa para que David Vargas sea definitivamente separado de la institución policial. Fue dado de baja con el rango de Mayor
Ya como civil, ingresó a estudiar la carrera de Psicología en la Universidad Mayor de San Andrés (UMSA), de donde años después se graduó como psicólogo de profesión.

## Vida política

### Elecciones municipales de 2004
David Vargas ingresó a la vida política, participando en las elecciones municipales de 2004. Fue candidato a la alcaldía del municipio de La Paz por su partido político "Bolivia Unida y Soberana-Tercera República" (BUS-3R). Pero no tuvo éxito y en los resultados finales salió en el cuarto lugar con el 6,56 % de la votación (24.598 votos) a nivel municipal.

### Elecciones departamentales de 2005
David Vargas fue también candidato al cargo de prefecto del Departamento de La Paz en las elecciones subnacionales de 2005, pero otra vez sin éxito. En los resultados finales, David Vargas salió en tercer lugar con el 11,98 % de la votación (133.857 votos) a nivel departamental.

### Asamblea Constituyente de 2006
En 2006, fue candidato al cargo de Asambleísta Constituyente Plurinominal. Salió elegido en representación del partido Alianza Social Patriótica (ASP). Estuvo en el cargo hasta el año 2008. 

### Elecciones departamentales de 2015
David Vargas volvió nuevamente a postular al cargo de Gobernador del Departamento de La Paz por el partido político del Frente para la Victoria, pero nuevamente sin éxito otra vez. Salió en quinto lugar con el 3,91 % de la votación (52.527 votos) a nivel departamental.